# Michal Fortin z Muggia
Michal Fortin z Muggia (asi 1649 pravděpodobně Muggio – 13. září 1739 Lhenice) byl vrchní schwarzenberský zednický polír a stavitel ve Mšeci a zakladatel českého stavitelského rodu Fortinů. Sám byl italského původu a do českých zemí přišel společně s bratrem Ondřejem (který však zemřel záhy po jejich příchodu) v 70. letech 17. století. Se svojí ženou Dorotou, s kterou se oženil dne 27. ledna 1677 v Srbči, měl celkem 9 dětí, z nichž dvě zemřely brzy po narození. Nejstarší dcera Magdalena (1677–1743) byla chromá a nevdala se. Druhá dcera měla za muže zednického mistra Martina Zobla. Nejstarším synem byl pak stavitel František Jakub Fortin (1680–1763). Druhý syn Ondřej (1683–1757) zůstal ve Mšeci a byl též stavitelem. Další dcera Marie Alžběta (1685–1749) se vdala za zámečnického mistra Jana Baláska, také ve Mšeci. Nejmladší syn Jan (1693–1756) byl od roku 1730 až do své smrti farářem ve Lhenicích.
Michal Fortin je autorem např. fary ve Smolnici.